# Parti de l'aube
Le parti de l'aube (太陽の党, Taiyō no tō, littéralement « Parti du Soleil », PDA) est un ancien parti politique japonais d'opposition au Parti démocrate du Japon (PDJ), officiellement traduit en anglais par Sunrise Party (SP). Il s'agissait du nouveau nom pris le 13 novembre 2012 par le parti de l'aube du Japon (たちあがれ日本, Tachiagare Nippon, littéralement « Debout, Japon », PAJ), ou officiellement en anglais Sunrise Party of Japan (SPJ), créé le 10 avril 2010 par cinq parlementaires (trois représentants et deux conseillers) dissidents plus ou moins anciens du Parti libéral-démocrate (PLD), emmenés par les anciens ministres Takeo Hiranuma et Kaoru Yosano (ce dernier ayant finalement quitté le parti en 2011). Le gouverneur de Tokyo Shintarō Ishihara a également rejoint ce nouveau parti, de même que deux anciens ministres de Koizumi, Toranosuke Katayama (ministre des Affaires intérieures et un des artisans de la réforme postale) et Nariaki Nakayama (ministre de l'Éducation à l'origine d'une guerre des manuels). Le mouvement est réorganisé le 13 novembre 2012 pour devenir la force de soutien à Shintarō Ishihara, celui-ci ayant démissionné du poste de gouverneur de Tokyo pour revenir en politique nationale en vue des prochaines élections législatives. Seulement quatre jours plus tard, le 17 novembre 2012, Shintarō Ishihara et Tōru Hashimoto se mettent d'accord pour faire cause commune afin de constituer une « troisième force » entre PDJ et PLD aux élections législatives du mois suivant, malgré leurs divergences de fond sur un certain nombre de sujets (notamment le nucléaire ou le TPP, faisant partie pourtant des principaux thèmes de la campagne, tandis que le parti de Tōru Hashimoto est nettement moins conservateur que celui d'Ishihara). Le Parti de l'aube se dissout alors pour se fondre dans l'Association pour la restauration du Japon (ARJ), dont Ishihara prend la présidence.

## Membres

### Membres fondateurs
Les six membres fondateurs du parti comprennent trois représentants, deux conseillers et un gouverneur.
Les trois représentants sont :

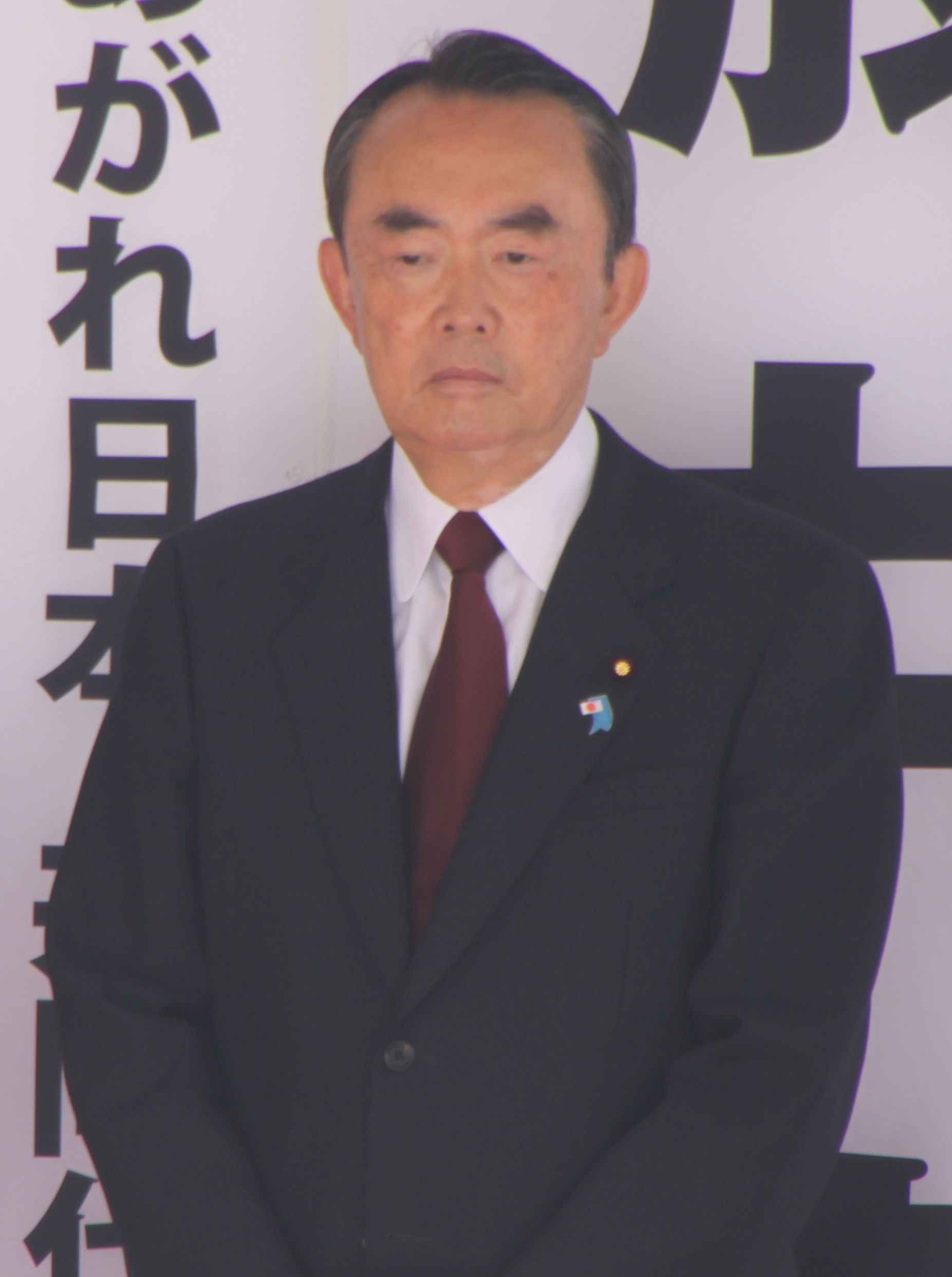
Takeo Hiranuma

- Takeo Hiranuma : arrière-petit-neveu biologique par sa mère et fils adoptif de l'ancien Premier ministre d'avant-guerre Kiichirō Hiranuma, il est député pour une circonscription de la préfecture d'Okayama depuis 1980. Il fut membre du PLD jusqu'en 2005, ministre des Transports de 1995 à 1996 mais surtout du Commerce extérieur et de l'Industrie (rebaptisé en 2001 ministre de l'Économie, du Commerce et de l'Industrie) de 2000 à 2003. Il a fait partie des « rebelles postaux » s'étant opposé au projet de privatisation de la poste de Jun'ichirō Koizumi : cela lui a valu d'être limogé du gouvernement en 2003 et de se voir refusé l'investiture du PLD aux élections législatives de 2005. Malgré cela, il a été réélu en tant qu'indépendant. Il est connu pour ses positions conservatrices, nationalistes, voire xénophobes. Il organise ainsi le 1er février 2006 une réunion avec 40 parlementaires contre le projet de loi de réforme de la succession japonaise qui prévoit à l'époque d'ouvrir celle-ci au femmes, et déclare alors craindre que, si la réforme est mise en place et que donc la princesse Aiko devienne un jour impératrice, elle épouse plus tard un étranger « aux yeux bleus »[1]. Le 17 janvier 2010, à la suite de l'appel lancé en novembre 2009 par la conseillère démocrate Renhō, d'origine taïwanaise par son père, de réduire les fonds gouvernementaux investis dans l'élaboration d'un super-ordinateur, il l'accuse de ne pas assez défendre les intérêts du Japon et dit d'elle : « Je ne veux pas dire, mais elle n'est pas Japonaise à l'origine. Elle a été naturalisée, puis elle est devenue parlementaire »[2]. Il avait fondé, après les élections législatives du 30 août 2009, un groupe parlementaire baptisé « Comité pour le Bien-être des Citoyens et la Raison d'état » et réunissant des députés indépendants d'opposition au PDJ et au PLD.

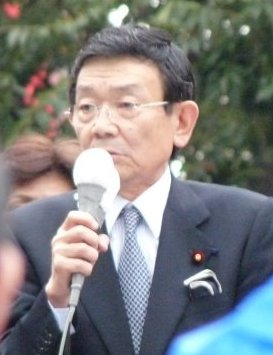
Kaoru Yosano

- Kaoru Yosano : député pour Tokyo de 1976 à 1979 et depuis 1980, il fut un membre important du PLD jusqu'à ce qu'il en démissionne le 7 avril 2010 après plusieurs mois passés à critiquer le président du parti, Sadakazu Tanigaki, qu'il ne juge pas assez offensif dans ses attaques contre la nouvelle majorité et notamment de ne pas assez joué sur les scandales financiers qui touchent alors le Premier ministre Yukio Hatoyama et le secrétaire général du PDJ Ichirō Ozawa. Conservateur fiscal et libéral économique adepte de profondes réformes structurelles (il a soutenu ainsi activement la politique de Jun'ichirō Koizumi ainsi que la privatisation de la poste), il défend tout particulièrement la rigueur budgétaire et une hausse de la taxe sur la consommation, thèmes sur lesquels il s'est présenté à la présidence du PLD (et donc au poste de Premier ministre) en septembre 2008, arrivant en deuxième position derrière Tarō Asō qui au contraire prônait à l'époque la relance par la consommation et donc par l'injection de fonds publics dans l'économie et une baisse des impôts. Il a été plusieurs fois ministres : de l'Éducation de 1994 à 1995, du Commerce international et de l'Industrie de 1998 à 1999, de la politique économique et fiscale ainsi que des services financiers de 2005 à 2006 et de 2008 à 2009, de la Réforme règlementaire en 2008 et des Finances en 2009, de même que Secrétaire général du Cabinet en 2007.
- Hiroyuki Sonoda : député pour une circonscription de la préfecture de Kumamoto depuis 1986, il est successivement membre du PLD et de la faction Seiwakai (ex-faction Fukuda et Abe, conservatrice libérale et réformatrice) de 1986 à 1993, du Nouveau Parti pionnier (centre réformiste) de 1993 à 1998, des non inscrits de 1998 à 1999 et de nouveau du PLD, mais cette fois-ci en son sein du Kōchikai ou faction Koga (conservatisme modéré et recherche de la cohésion entre les factions), de 1999 à 2010. Il a soutenu la politique réformiste libérale de Jun'ichirō Koizumi et tout particulièrement la privatisation de la poste. Nommé secrétaire général adjoint du parti en 2009, il quitte le mouvement en même temps que Kaoru Yosano, et pour les mêmes raisons, le 7 avril 2010.

Les deux conseillers sont :
- Takao Fujii : homme politique de deuxième génération, il est conseiller pour la préfecture de Gifu de 1981 à 1993 et depuis 2007 et ancien député de 1993 à 2005, il est membre du PLD de 1981 à 2005 et de 2006 à 2010 ainsi que du Heiseikai (ex-faction Takeshita, Obuchi, Hashimoto, Tsushima et actuel groupe Nukaga, conservatrice libérale traditionnellement favorable à une diplomatie régionale asiatique active, notamment avec la Chine, et pour une certaine dose d'injections de fonds publics dans l'économie, surtout par le biais des travaux publics). Il a été ministre des Transports de 1997 à 1998 et président de la commission de la Discipline de la Chambre des conseillers de 2007 à 2010. Il a fait partie des « rebelles postaux » en 2005 et pour cela n'a pas été investi par le PLD et battu par un candidat pro-Koizumi et pro-réformes aux élections législatives de cette année. Il est toutefois revenu au sein du parti majoritaire après le départ de Koizumi en 2006 et a été réélu parlementaire, à la chambre haute cette fois, en 2007. Il a à nouveau démissionné du PLD le lendemain du départ de Kaoru Yosano et Hiroyuki Sonoda, le 8 avril 2010.
- Yoshio Nakagawa : issu d'une dynastie politique de Hokkaidō, il est le frère cadet d'Ichirō Nakagawa (ministre de 1977 à 1978 et de 1980 à 1982, suicidé en 1983) et l'oncle de Shōichi Nakagawa (ancien ministre de 1998 à 1999, de 2003 à 2006 et de 2008 à 2009, notamment des Finances, décédé en 2009). Il est conseiller pour Hokkaidō depuis 1998, réélu en 2004, et ancien président de l'Assemblée préfectorale de son île natale de 1995 à 1997, il est membre du PLD de 1979 à 2010 ainsi que du Shisuikai (ex-faction Kamei et actuel groupe Ibuki, de tendance conservatrices voire traditionalistes et plutôt nationalistes). Il a voté contre les lois de privatisation de la poste en août 2005 (ce qui lui a valu une suspension d'un an du parti), mais, après les législatives du 11 septembre 2005 et le retour à la Diète de ce projet de réforme, il l'a ensuite adopté. Proche de Takeo Hiranuma, qui fut notamment un collaborateur de son défunt frère, il est convaincu par ce dernier de devenir le cinquième parlementaire à rejoindre son nouveau mouvement et lui permettre ainsi d'atteindre le quota nécessaire pour être reconnu par la loi de financement politique comme un parti. Il a démissionné du PLD le même jour que Kaoru Yosano et Hiroyuki Sonada, le 7 avril 2010.

Enfin, le gouverneur de Tokyo et ancien écrivain (Prix Akutagawa de 1955) Shintarō Ishihara a également participé à la fondation de Tachiagare Nippon, étant notamment à l'origine du nom du parti. L'une des figures les plus populaires mais aussi controversées de la classe politique japonaise en raison d'un certain franc parler et de déclarations fracassantes faisant souvent polémiques sur la nation japonaise, le statut des étrangers ou ses relations avec ses voisins (dont surtout la république populaire de Chine), c'est un ancien conseiller de 1968 à 1972 puis député de 1972 à 1995 sous les couleurs du PLD. Il fut également ministre de 1976 à 1977 et de 1987 à 1988, et a dirigé avec Ichirō Nakagawa un groupe de pression devenu ensuite une faction sous le nom d'Association des compagnons pour une réforme libérale (自由 革新 同友会, Jiyū-kakushin dōyūkai), regroupant des réformateurs nationalistes et des faucons en matière de politique étrangère (notamment hostiles à la république populaire de Chine et proches de Taïwan). Il rejoint ensuite le Seiwakai de Takeo Fukuda (groupe conservateur libéral plutôt favorable à une réforme interne du PLD et de sa manière traditionnelle de faire de la politique, notamment en limitant le poids des factions dans le processus de décision). Il s'est présenté comme indépendant et sans le soutien d'aucun grand parti politique à l'élection du gouverneur de Tokyo qu'il remporte en 1999. Il a ensuite été réélu avec l'investiture des principaux mouvements de la scène nationale (PLD, Nouveau Kōmeitō et PDJ) en 2003 puis seulement de ceux de la majorité de centre-droit encore au pouvoir à l'époque (PLD et  Nouveau Kōmeitō) en 2007. Il est partisan d'un Japon fort sur la scène internationale, avec une certaine notion « d'indépendance nationale », telle qu'exposée dans son ouvrage 'No' to ieru nihon (Le Japon qui peut dire « No ») écrit en collaboration avec le cofondateur de la compagnie Sony, Akio Morita, et publié en 1989.

### Ralliements ultérieurs
Trois anciens parlementaires ont également rejoint le parti :
- Toranosuke Katayama, annoncé le 19 mai 2010 comme candidat pour les élections à la chambre haute[4] et confirmé le 28 mai. Il fut auparavant membre de la Chambre des conseillers pour la préfecture d'Okayama de 1989 à 2007 sous les couleurs du PLD et du Heiseikai. Il est un des quelques membres de cette dernière faction à avoir soutenu Jun'ichirō Koizumi dont il a été le ministre de la Gestion publique, des Affaires intérieures, des Postes et Télécommunications jusqu'en 2003. Il a ainsi été l'un des premiers artisans de la privatisation postale. Il est battu en 2007 au vote unique non transférable par la candidate démocrate Yumiko Himei.
- Nariaki Nakayama, ancien député PLD pour la préfecture de Miyazaki (le 2e puis le 1er district) de 1986 à 2009. Membre de la faction Seiwakai (ex-faction Fukuda, Mori, Koizumi et Abe), il a été ministre de l'Éducation, de la Culture, des Sports, des Sciences et de la Technologie de Jun'ichirō Koizumi de 2004 à 2005 puis, de manière éphémère, ministre du Territoire, des Infrastructures et des Transports de Tarō Asō en 2009. Il s'est fait remarquer à la suite de plusieurs polémiques causées par certaines de ses déclarations, dont certaines qui lui ont valu de devoir démissionner du gouvernement quatre jours seulement après sa nomination en septembre 2008 (il avait notamment qualifié le Nikkyōso, principal syndicat enseignant, de « cancer du système éducatif japonais », et avait également provoqué la colère des Aïnous pour avoir dit que le Japon était « ethniquement homogène »[5]). Nationaliste et plutôt proche des thèses révisionnistes, il considère le massacre de Nankin comme une « pure fabrication » et a milité pour retirer des manuels scolaires du collège toute référence aux femmes de réconfort ou pour revenir sur la déclaration Kōno (faite le 4 août 1993 par le Secrétaire général du Cabinet de l'époque et futur président du PLD Yōhei Kōno, et considéré comme la reconnaissance officielle par l'État japonais, avec l'expression d'excuse, des crimes sexuels du Japon pendant la guerre)[6]. Cette question a provoqué la relance, alors qu'il était ministre de l'Éducation, en 2004 de la « guerre des manuels », l'un des facteurs ayant déclenché les mouvements antijaponais en Chine de 2005. Fidèle de Koizumi et de ses réformes, puis de Shinzō Abe et de Tarō Asō, il n'a toutefois pas reçu l'investiture officielle du parti lors des élections législatives du 30 août 2009 (la fédération locale n'ayant pas réussi à trancher entre plusieurs candidatures rivales) et il est battu alors par un indépendant soutenu par l'opposition de centre-gauche, Hidesaburō Kawamura. Le 21 juin 2010, lui et son épouse Kyōko, elle aussi ancienne ministre libérale-démocrate, annoncent rejoindre Tachiagare Nippon[réf. nécessaire].
- Taizō Sugimura, ancien député du PLD élu à la proportionnelle dans le bloc du Sud-Kantō lors des élections législatives de 2005, il n'est pas candidat en 2009. Il faisait partie des « enfants de Koizumi », jeune génération élue pour la première fois en 2005 (Sugimura a alors 26 ans) grâce au raz-de-marée électoral en faveur de Jun'ichirō Koizumi et de ses réformes et qui lui était entièrement dévouée. Tachiagare Nippon annonce son intention de lui donner son investiture pour les élections à la Chambre haute le 9 mai 2010[7], ce qui est officialisé le 3 juin suivant.

Modèle:Référenc enécessaire. Conseillère, elle a été élue pour la première fois en 2007 à la proportionnelle nationale, et son siège n'est donc pas remis en jeu au scrutin de 2010. Elle a été conseillère des Premiers ministres Jun'ichirō Koizumi, Shinzō Abe puis Yasuo Fukuda pour la question des enlèvements de Japonais par la Corée du Nord de 2002 à 2004 et de 2006 à 2008, puis ministre d'État chargée de cette question ainsi que de la population et de l'égalité des sexes d'août à septembre 2008. Elle défend une politique stricte et de sanctions à l'égard de la Corée du Nord. Elle porte à six le nombre de parlementaires de Tachiagare Nippon après son ralliement.

## Direction
- Président : Takeo Hiranuma
- Coprésident : Kaoru Yosano (jusqu'au 13 janvier 2011)
- Secrétaire général : Hiroyuki Sonoda
- Président du groupe à la Chambre des conseillers : Takao Fujii
  - Secrétaire général du groupe à la Chambre des conseillers : Yoshio Nakagawa puis Toranosuke Katayama.
  - Secrétaire générale adjointe du groupe à la Chambre des conseillers : Kyōko Nakayama

## Idéologie et positions
Ce parti étonne les observateurs politiques à sa création pour réunir des personnalités politiques défendant des positions assez contrastées, notamment en matière économique et sociale. Elle comprend notamment des conservateurs (au sens traditionnel du terme sur l'échiquier politique japonais) plutôt favorables à une forme de keynésianisme et au soutien du développement économique par les dépenses de l'État (par le biais notamment des travaux publics, des aides aux agriculteurs et de grands services publics comme la poste). Ceux-ci se sont opposés aux réformes structurelles (dont surtout la privatisation postale) et aux tentatives de baisses des dépenses publiques entreprises par Jun'ichirō Koizumi. C'est le cas de Takeo Hiranuma et des deux conseillers Takao Fujii et Yoshio Nakagawa.
D'un autre côté, Kaoru Yosano (qui a depuis quitté le parti), Hiroyuki Sonoda, Toranosuke Katayama, Nariaki Nakayama et Taizō Sugimura ont fermement soutenu l'action de Koizumi (quand ils n'y ont pas participé), tandis que le premier est connu pour être un « faucon budgétaire », favorable au contrôle des dépenses, à la maîtrise du budget et à une hausse de la taxe sur la consommation pour financer la sécurité sociale. Ce chiasme apparent est notamment mis en avant par un autre membre de la chambre haute libéral-démocrate qui était pressenti pour rejoindre ce mouvement, Yoshitada Kōnoike, expliquant finalement ne l'avoir pas fait car ne pouvant pas travailler avec des personnes ayant « une philosophie et une vue de l'État différente ».
Les membres de Tachiagare Nippon semblent néanmoins se retrouver en matière de questions de société et politique étrangère et de défense, par un certain conservatisme voire traditionalisme sociétal et un nationalisme ou patriotisme. Ils partagent de plus la volonté de mener une opposition combative contre le PDJ. Il cite ainsi comme sa mission première : « la défaite du PDJ ». Il cite parmi les réformes préparées par ce dernier auquel il s'oppose tout particulièrement : le double nom pour les femmes mariées (un projet cher à la ministre de la Justice Keiko Chiba, qui consiste à permettre aux femmes mariées qui le souhaitent de conserver leurs noms de jeune fille et de le transmettre à leurs enfants au même titre que le père) et le droit de vote pour les étrangers résidents aux élections locales. Ils estiment que le gouvernement démocrate mènera à terme à « des difficultés financières, une perte de compétitivité, au chômage et à un déclin sur la scène internationale ». La deuxième mission qu'il se fixe est la « résurrection du Japon » par une « société sociale digne » qui selon lui doit permettre de protéger la « pure tradition de la culture japonaise » qui est « riche et puissante, pleine d'assistance mutuelle ». Enfin, sa troisième mission est la « restructuration politique », en préparant notamment un « renouvellement générationnel » (tandis que certains observateurs, dont le Japan Times, rappellent que les membres du parti sont tous déjà des vétérans de la politique, dont quatre sur six ont plus de 70 ans, cinq sur sept en y incluant Katayama, tandis que le benjamin de ses parlementaires, Takao Fujii, a 67 ans en 2010). De plus, il inclut dans son programme en vue des élections à la Chambre des conseillers de 2010 une hausse de la taxe sur la consommation de 3 points (soit de 5 % actuellement à 8 %) dès 2012, et par la suite de 4 à 7 points supplémentaires, et d'utiliser au moins un tiers des revenus fiscaux ainsi créés pour baisser les impôts sur les sociétés et sur les revenus.

## Élections à la Chambre des conseillers de 2010
Le parti connaît son premier test électoral lors du renouvellement de la moitié de la Chambre des conseillers du 11 juillet 2010. Il ne dispose que d'un sortant renouvelant son siège, Yoshio Nakagawa, qui ne se représente plus au vote unique non transférable à Hokkaidō mais à la proportionnelle nationale au vote préférentiel. Sur cette liste figuraient également huit autres candidats dont Toranosuke Katayama, Nariaki Nakayama et Taizō Sugimura, ainsi que certains des candidats présentés aux législatives de 2009 dans le cadre du « Comité pour le Bien-être des Citoyens et la Raison d'état » ou « Groupe Hiranuma », dont beaucoup étaient relativement jeunes (trentenaires ou quadragénaires) et ont connu une carrière d'assistants parlementaires :
- Toshihide Muraoka (né le 25 juillet 1960), fils et ancien secrétaire particulier de Kanezō Muraoka, ancien député libéral-démocrate de 1972 à 1976 puis de 1979 à 2003 (battu alors par un indépendant qui rejoint ensuite le PLD, Nobuhide Minorikawa) ainsi que ministre des Postes et Télécommunications en 1989, des Transports de 1990 à 1991 et Secrétaire général du Cabinet de 1997 à 1998. Toshihide Muraoka a tenté de se faire élire député à deux reprises dans le troisième district d'Akita (soit l'ancienne circonscription de son père) comme indépendant, en 2005 et 2009 (avec cette seconde fois le soutien de Takeo Hiranuma). Il arrive les deux fois troisièmes, avec respectivement 28,85 % et 28,23 % des suffrages exprimés. Il est également animateur sur une radio locale d'Akita.
- Yūki Oka (né le 10 février 1977) fut assistant parlementaire du conseiller pour la préfecture de Tokushima de 1995 à 2007 (battu alors), Shūji Kitaoka. Il était candidat aux élections législatives de 2009 dans le 1er district de Tokushima (le seul fief démocrate sur l'île de Shikoku, détenu depuis 1996 par Yoshito Sengoku). Il arrive 3e avec 7,53 % des suffrages.

Des personnalités ou tarento étaient également présents sur la liste, tels que :
- Kiyoshi Nakahata (né le 6 janvier 1954), ancien joueur de baseball (une des légendes des Yomiuri Giants dans les années 1980, classé comme le 45e meilleur « 4e frappeur » de l'histoire du club, et son 7e meilleur capitaine, il a également reçu le gant d'or Mitsui, qui récompense le meilleur joueur de champ intérieur du championnat, chaque année de 1982 à 1988 et a été le premier président de l'Association des joueurs professionnels de baseball après sa création en 1980) puis commentateur pour ce sport sur la Nippon Television.
- Genki Fujii (né le 5 août 1958), politologue, analyste international et futurologue devenu un habitué des plateaux de télévision. Il est l'un des 55 signataires d'une « déclaration des hommes de la culture japonaise » de 2007 qui prend pour modèle l'appel « Liberté pour l'histoire » français de 2005, s'opposant aux lois mémorielles et à ce qu'ils perçoivent comme une ingérence des pouvoirs publics dans le travail d'historien. Cette pétition cite tout particulièrement « l’entrée des troupes japonaises dans la ville chinoise de Nankin, sachant que cet événement est exemplaire de la façon non-objective dont on traite l’histoire contemporaine du Japon, surtout dans les médias occidentaux. L’histoire écrite par le vainqueur n’est pas obligatoirement l’histoire réelle, nous exigeons le droit à la vérité historique, c'est-à-dire la prise en compte de toutes les thèses et la confrontation des preuves. Nous refusons l’intoxication et la diabolisation permanente de notre peuple par une vision politico-idéologique de l’histoire. Nous sommes impatients de comparer les démarches scientifiques avec toutes les personnes avides de vérité[11] ». Il défend des thèses proches du négationnisme concernant les crimes de guerre du Japon Shōwa[12].

La liste du parti a recueilli 1 232 207,336 voix soit 2,11 % des suffrages et le septième meilleur score, tandis que c'est Toranosuke Katayama qui en obtient le meilleur score et est donc élu avec 117 636,923 votes portés sur son nom.
Quatre candidats étaient avancés au vote unique non transférable au niveau des préfectures. Cumulant 328 475 voix (0,56 %) à ce mode de scrutin, aucun d'entre eux n'est élu :
- Aomori : Sekio Masuta (né le 5 juin 1957), ancien membre de l'Assemblée préfectorale de 1999 à 2005 et deux fois candidats aux élections législatives comme indépendant (avec toutefois le soutien du « groupe Hiranuma » la seconde fois) dans le 1er district d'Aomori en 2005 et 2009, il arrive troisième les deux fois avec respectivement 11,33 et 15,49 %.
- Kanagawa : Manabu Matsuda (né le 11 novembre 1957), issu de la société civile.
- Ibaraki : Rie Yoshida (née le 11 décembre 1965), militante d'ONG en faveur de la protection de l'enfance et animatrice sur une radio locale.
- Tokyo : Asako Ogura (née le 28 septembre 1978), avocate et étudiante en finances à l'université Waseda.

Après la mise en place de la nouvelle Chambre, les trois conseillers du parti ont formé un groupe commun avec les deux élus d'un autre jeune parti conservateur et nationaliste issu pour l'essentiel de dissidences du PLD : le Nouveau parti de la réforme de Yōichi Masuzoe.
Par la suite, Kaoru Yosano, le plus fervent partisan au sein du parti d'une hausse de la taxe sur la consommation, milite pour un rapprochement avec le PDJ de Naoto Kan. N'étant pas suivi par les autres membres de Tachiagare Nippon, et tout particulièrement par Takeo Hiranuma, il quitte ce mouvement le 13 janvier 2011 pour siéger comme indépendant.